# یواس‌اس کارنت (ای‌آراس-۲۲)
یواس‌اس کارنت (ای‌آراس-۲۲) (به انگلیسی: USS Current (ARS-22)) یک کشتی بود که طول آن ۲۱۳ فوت ۶ اینچ (۶۵٫۰۷ متر) بود. این کشتی در سال ۱۹۴۳ ساخته شد.